# Perruche à bouche d'or
Neophema chrysostoma
Espèce
Statut de conservation UICN

 LC  : Préoccupation mineure
Statut CITES
La Perruche à bouche d'or (Neophema chrysostoma), aussi dit Perruche vénuste ou Perruche à ailes bleues, est une espèce d'oiseaux endémique de Tasmanie, du centre de l'Australie-Méridionale et de l'intérieur des terres du sud de l'Australie occidentale.

## Description
Très proche de la Perruche élégante (Neophema elegans), elle s'en distingue par sa taille, avoisinant les 20 cm de long, par une coloration noire très nette sur les ailes, par l'absence de bleu au niveau des épaules (couleur présente au niveau de la bordure des ailes), par une coloration jaune sur le ventre plus marquée et remontant sur la poitrine et par une barre frontale noire et bleue.

## Habitat
La Perruche à ailes bleues peuple aussi bien les forêts secondaires que les savanes, les fourrés et les zones désertiques.

## Comportement
Très sociable, elle s'associe fréquemment à la Perruche élégante pour constituer des groupes importants.

## Reproduction
Cette espèce se reproduit d'octobre à janvier. Souvent, des couples nichent en colonies.

## Captivité
Cet oiseau est peu répandu dans les élevages. Il s'y reproduit cependant régulièrement.